# جامعة إفري
جامعة إيفري فال ديسون، هي جامعة فرنسية ‏ أنشئت عام 1991، وتقع في إقليم إسون. وهي إحدى الجامعتين العضوتين المشاركتين ‏ في جامعة باريس ساكلي.